# Xv6
xv6是以ANSI C重新編寫的Unix第六版現代實作版本，適用於多处理器x86或RISC-V系統。xv6是麻省理工学院於 2006 年為了教學用途開發的系統，在該校的作業系統工程（6.828）課程中使用。

## 目的
麻省理工学院 原先在作業系統課程中使用 V6，但由于PDP-11机器已不再普及，且該系統使用過時的 pre-ANSI C 開發，學校決定創造 xv6 作為替代方案。
相較於 Linux 或 BSD，xv6 非常简单，適合在一學期的課程中教授，但仍然包含 Unix 的重要概念和组织。

## 內建
xv6 Makefile的一个特性是能够以可读的格式生成整个源代码清单的PDF文档。整个打印输出只有99页，包括交叉引用。这让人想起原始的V6源代码，该代码在《Lions' Commentary on UNIX 6th Edition, with Source Code》一书中以类似的形式发布。

## 教学使用
xv6已被用于许多著名大学的操作系统课程，包括：
美国的西北大学 (伊利诺伊州)，喬治·華盛頓大學，东北大学， 耶鲁大学，哥伦比亚大学， 约翰·霍普金斯大学， 波特蘭州立大學，南方耶稣复临大学，威斯康星大学麦迪逊分校， 宾汉顿大学，犹他大学，  加利福尼亚州大学欧文分校， 加利福尼亞大學河濱分校，伊利诺伊大学芝加哥分校，罗格斯大学，纽约大学。
中国的清华大学,天津大学。
以色列的內蓋夫本-古里安大學。
印度的印度理工学院孟买校区、印度理工学院马德拉斯校区和印度理工学院布巴内斯瓦尔校区。
瑞典的林奈大学。
新西兰的奥塔哥大学。
阿根廷的国立科尔多瓦大学和National University of Río Cuarto。
智利的费德里科圣玛利亚理工大学。
意大利的摩德纳大学和巴勒莫大学。
伊朗的德黑兰大学。
巴西的米纳斯吉拉斯联邦大学。
臺灣的國立臺灣大學

## 實際應用
- TrustKernel （页面存档备份，存于）的T6[29]安全内核是一个xv6 ARM移植的操作系统，已经部署到中国的许多安全手机上。